# Улица Островского (Владикавказ)
Улица Островского — улица во Владикавказа, Северная Осетия, Россия. Находится в Затеречном муниципальном округе между улицей Заречной и проспектом Доватора. Начинается от улицы Ватаева.

## Расположение
Улицу Островского пересекают улицы Карла Маркса, Колка Кесаева, проспект Коста, улицы Ардонская, Ногирская, Тургеневская, Кастанаева, Леваневского, Левченко, Галковского, Щорса и Генерала Хетагурова.
На улице Островского заканчиваются улицы Тогоева и Ватаева.

## История
Названа именем советского писателя Николая Островского.
Улица сформировалась в середине XIX века. Впервые отмечена как «2-я Солдатская улица» на плане города Владикавказа «Карты Кавказского края», которая издавалась в 60-70-е годы XIX столетия. 
В 1891 году отмечена в списке улиц города Владикавказа как «Инвалидная улица». Упоминается под этим же названием в Перечне улиц, площадей и переулков от 1911 и 1925 годов. 
3 апреля 1952 года городской совет переименовал Инвалидную улицу в улицу Островского.